# بيير لوروا
بيير لوروا (بالفرنسية: Pierre Le Roy)‏ (و. 1717 – 1785 م) هو عالم فلك من فرنسا . ولد في باريس . وكان عضواً في الأكاديمية الفرنسية للعلوم .
توفي عن عمر يناهز 68 عاماً.